# В бункере
«В бункере» (англ. Into the Bunker) — 2 серия 2 сезона американского мультсериала «Гравити Фолз».

## Сюжет
Венди и Диппер смотрят фильм ужасов и говорят, что после столкновения с настоящими зомби они вообще не страшные. Венди рассказывает, что Робби достал её. Диппер пытается пригласить Венди на свидание, но слишком стесняется. Его смелости хватает лишь на то, чтобы попросить её присоединиться к нему и Мэйбл в их охоте за тайнами. Венди соглашается. После этого он случайно лёг на её лифчик.
Диппер, Мэйбл и Зус подходят к дереву, в котором Диппер нашёл Дневник № 3. Они собираются найти там ответ на главную загадку Гравити Фолз — кто автор дневника. Судя по нарисованной невидимыми чернилами схеме из дневника, убежище автора находится под деревом. Позже приезжает Венди на велосипеде, чему Диппер очень рад.
Венди замечает, что одна из веток похожа на рычаг. Забравшись на дерево, она его поворачивает, и дерево опускается вниз, после чего открывается ход в виде лестницы, который ведёт в комнату с запасами еды на несколько десятилетий вперёд.
Позже ребята заходят в комнату, на стенах которой нарисованы загадочные знаки. Мэйбл случайно активирует какой-то механизм и комната начинает сужаться. С помощью дневника, Диппер находит необходимые знаки на стенах, нажав на которые друзья открывают выход, тем самым спасая свою жизнь. Так они попадают в комнату наблюдения. Мэйбл обнаруживает в выпавшей из жилетки Диппера записке признание в любви, которое её брат собирался сказать Венди, но так и не решился. Девочка решает взять всё в свои руки, запирает Диппера и Венди в тесном шкафу и говорит, что не выпустит их оттуда, пока Диппер не признаётся Венди в том, что хотел ей сказать.
Оказалось, что это комната санитарной обработки, из которой Диппер и Венди попадают в лабораторию. В её стенах находится множество туннелей. Из одного такого туннеля виден монстр. Диппер умоляет Мэйбл выпустить их, но та не верит и думает, что он просто боится признаться Венди в своих чувствах. Диппер так и не признаётся Венди, и они убегают, после чего их чуть не убивает монстр, но их спасает какой-то старик. Диппер думает, что перед ним Автор дневников, и говорит, что у него к нему множество вопросов. Старик говорит, что в данный момент есть дела поважнее, ведь он держал взаперти монстра, Шейп Шифтера — чудовище, способное принять облик любого, кого хоть раз увидит, а он сбежал. Диппер и Венди должны помочь его поймать. В это время Мэйбл и Зус также находят следы эксперимента под названием Шейп Шифтер, и понимают, что Диппер не шутил насчёт монстра. Они бросаются на поиски, в темноте им помогает свитер Мэйбл с лампочкой.
В это время Диппер даёт старику дневник, а тот начинает там что-то искать. Венди замечает, что этот человек является как человек на банке с бобами. Она показывает банку Дипперу и он просит старика отдать дневник. Выясняется, что старик и есть Шейп Шифтер. Диппер и Венди забирают дневник обратно, после чего они убегают, и Диппер ведёт Шейп Шифтера по ложному следу, бросив фонарик в туннель.
Вскоре Диппер и Венди натыкаются на Мэйбл и Зуса. Шейп Шифтер их преследует. Начинается борьба, в ходе которой Венди теряется. Диппер находит её тело и думает, что она погибла. Он начинает говорить вслух, что теперь никогда не сможет ей признаться в любви. Но оказывается, что это Шейп Шифтер принял обличие Венди, а настоящая Венди цела и невредима. Она слышит признание мальчика. Шейп Шифтер с Венди начинают драться из-за дневника. Диппер не понимает, кто из них настоящая Венди. Он просит подать ему знак, Шейп Шифтер в образе Венди улыбнулся, а настоящая Венди подаёт знак, похожий на застёгивание рта как молнии на курточке, который впервые был показан в эпизоде «От заката до рассвета». Так Диппер понимает, кого нужно убить. От удара топором Шейп Шифтер прекращает драку и возвращается в свою форму. Диппер и Венди заталкивают его в установку для криогенной заморозки, а Мэйбл нажимает кнопку «заморозить» в комнате управления. Во время процесса заморозки монстр принимает множество различных обликов, говоря что Автор дневников был сумасшедшим, и замораживается в облике Диппера, который стоит в шокированной позе.
После победы над монстром все собираются домой. Диппер просит Венди забыть о его словах, сказанных в пылу битвы. Венди говорит Дипперу, что давно знала о его чувствах. Она говорит, что старовата для Диппера, и он сам это понимает, но она рада иметь такого друга, как он, ведь это лето было бы скучным без него. Венди уходит домой и сообщает, что ночь кино на этот раз они проведут в Хижине. Из кустов выпрыгивает Мэйбл и говорит, что всё слышала. Диппер одновременно и счастлив, и расстроен из-за случившегося. Сестра его успокаивает и извиняется за то, что слишком давила на брата. Зус подсаживается к ним и показывает чемоданчик, который он взял из бункера с собой. При ближайшем рассмотрении выясняется, что это не чемодан, а Лэптоп (ноутбук), в котором можно найти следующие разгадки тайн городка. Правда, он сломан, но Зус говорит, что починит его. Эпизод заканчивается совместным просмотром фильмов по телевизору Диппера и Венди.

## Вещание
В день премьеры эпизод посмотрели 940 тысяч человек.

## Отзывы критиков
Обозреватель развлекательного веб-сайта The A.V. Club Аласдер Уилкинс поставил эпизоду оценку «A», отметив, что «Диппер наконец-то понимает, что его любовь к Венди — безнадёжна, поэтому все, что он может сделать, это мучить себя и вести себя как неловкий чудак рядом с ней. Более впечатляющим является диапазон эмоций и личностей, которые Венди может передать в этой серии. Она может дурачиться также, как Зус или Мэйбл, так и быть смелой, когда берёт ситуацию в свои руки, никогда не командуя остальными; её заверения Дипперу, что её кровотечение — не страшно, демонстрируют спокойную уверенность прирождённого лидера, а может быть, просто чувствительность умного подростка, который старается не напугать своих впечатлительных товарищей. Эпизод в целом является отличной демонстрацией способности мультсериала оживлять эмоции; в сериале используется стиль дизайна персонажей, позволяющий создавать удивительно богатые выражения. Так как Диппер и Венди взяли на себя большую часть повествования, Мэйбл и Зус могут быть настолько глупыми, насколько им хочется; последовательность, в которой они „доказывают“, что они не перевёртыши, является идеальной дистилляцией уникальной динамики этой пары. Тем не менее, Мэйбл также способна послужить катализатором основного сюжета, взяв на себя ответственность заставить Диппера признаться Венди в своих чувствах. Сериал спокойно признаёт, что Мэйбл, вероятно, перегибает палку, не пытаясь разыграть это как некий второстепенный конфликт; все, что нам действительно нужно, это увидеть, как Мэйбл утешает своего брата после того, как Венди мягко отпустила его, а её обещанный список влюблённостей подтверждает, как будто дальнейшие доказательства были необходимы, что она действительно пытается поступить правильно по отношению к своему любимому брату-близнецу».